# チャールズ・ゴールトン・ダーウィン
チャールズ・ゴールトン・ダーウィン（Charles Galton Darwin）KBE MC FRS（1887年12月19日 - 1962年12月31日）はイギリスの物理学者。第二次世界大戦を含む1938年から1949年の間、イギリス国立物理学研究所（NLP）で所長を務めた。
父に数学者のジョージ・ハワード・ダーウィン、祖父に生物学者のチャールズ・ロバート・ダーウィンがいる。

## 学位取得まで
ダーウィンはイギリスのケンブリッジにある邸宅、ニューナム・グレインジで生まれた。
父は数学者のジョージ・ハワード・ダーウィン、母はモード・ダーウィンである。また祖父は生物学者のチャールズ・ロバート・ダーウィンである。
兄弟として姉に彫刻家のグウェン・ラヴェラ、妹に経済学者のジョン・メイナード・ケインズの弟で外科医であり作家のジェフリー・ケインズの妻のマーガレット・ケインズ、弟にロンドンの株式仲買人のウィリアム・ロバート・ダーウィンがいる。
1901年から1906年にかけてダーウィンは、ウィルトシャーのマールバラにあるパブリック・スクール、マールバラ・カレッジに通い、その後、ケンブリッジ大学のトリニティ・カレッジで数学を専攻し、1910年に修士（MA）で卒業した。

## 業績
ダーウィンは、マンチェスター大学のアーネスト・ラザフォードの学生として、博士研究員として来ていたニールス・ボーアとともに、原子の理論的研究を行った。1912年、ダーウィンの関心は数学面でヘンリー・モーズリーのX線回折の研究を補佐することに移った。1914年にダーウィンは完全結晶を透過するX線の動力学的回折理論に関する2つの論文を出版した。ダーウィンは論文において、反射率に関するダーウィン曲線を見出した。1922年にはモザイク結晶のモデルを導入した。
第一次世界大戦の勃発に伴い、ダーウィンは検閲官として任命されフランスへ送られた。1年後、ウィリアム・ローレンス・ブラッグによりダーウィンは王立工兵隊へ送られ、音響測距により敵の大砲の位置を推定する仕事に従事した。 研究が着実なものとなったころ、ダーウィンは航空機の騒音の研究のためにイギリス空軍へ送られた。1919年から1922年の間、ダーウィンはケンブリッジ大学のクライスツ・カレッジにて講師とフェローを務めた。クライスツ・カレッジにてダーウィンは、ラルフ・ファウラーとともに統計力学の研究をし、今日ダーウィン＝ファウラーの方法と呼ばれる手法を開発した。1923年の1年間、ダーウィンはカリフォルニア工科大学に勤務し、量子光学と磁気光学効果の研究を行った。1924年にはエディンバラ大学のテイト教授職を得た。1928年には、ポール・ディラックの電子に関する相対論的量子力学の理論から水素原子の微細構造を計算した。ダーウィンがエティンバラ大学に勤める間、ロバート・シュラップが助手を務めた。
1936年、ダーウィンは物理学者のマックス・ボルンにテイト教授職を打診し、ボルンは即座にその提案を受けた。同時にダーウィンはクライスツ・カレッジの学寮長になるため、エディンバラ大学の職を辞した。以後、有能な管理職としての道を進み始め、第二次世界大戦の近づく1938年にはイギリス国立物理学研究所の所長に就任した。戦後には研究所の業績向上の目指し組織再編を推し進めたが、戦中の殆どの期間はマンハッタン計画に参加していた。
1942年、ダーウィンは大英帝国勲章を授与した。1952年にはアメリカ哲学協会の会員に選ばれた。

## 私生活
1925年にダーウィンは、フランシス・ウィリアム・ペンバーの娘で数学者のキャサリン・ペンバーと結婚した。ダーウィン夫妻は息子4人と娘1人をもうけた：
- セシリー・リトルトン (Cecily Littleton) (1926–2022) X線結晶構造解析の研究者となり、1951年にフィラデルフィアのジョン・リトルトンと結婚した。
- ジョージ・ペンバー・ダーウィン (George Pember Darwin) (1928–2001)  コンピュータの開発に従事し、1964年にデイヴィッド・ブルース・ハクスリー（英語版）の娘のアンジェラ・ハクスリーと結婚した。アンジェラはまた作家のレナード・ハクスリー（英語版）の孫であり、「ダーウィンの番犬」と渾名された生物学者のトマス・ヘンリー・ハクスリーの曾孫でもある。
- ヘンリー・ゴールトン・ダーウィン（英語版） (1929–1992) はイギリス外務省に勤め、ジェイン・クリスティと結婚した。
- フランシス・ウィリアム・ダーウィン (Francis William Darwin) (1932–1999) は動物学者であり、ロンドン大学で教鞭を執った。1976年に結婚。
- エドワード・レナード・ダーウィン (Edward Leonard Darwin) (1934–2020) は土木技術者となった。

戦時中、ダーウィンは余暇の間、英語綴り字協会の副会長を務めた。
引退を期に、ダーウィンの関心は人口問題や遺伝学、優生学に移った。ダーウィンの結論は悲観的であり、1952年の著書 The Next Million Years においてマルサス的な破局は避けられないとした。ダーウィンは、自主的な出生抑制（家族計画）は必然的に失敗すると主張した。ダーウィンによれば、子供を増やそうとする本能が最も強い人が最も大きな家族を持ちまたその本能は親から子へ受け継がれ、一方で本能が弱い人はより小さな家族を持ちその本能も子孫へ受け継がれるため、究極的には劣生学的な効果を及ぼし、長期的には子供を増やす傾向の強い人々が社会の多くを占めるようになる。そのため、人口抑制の目的で家族計画は成功しないとダーウィンは主張した。
後年、ダーウィンは国境を超えて科学的な考えを研究し、また広めることに努めた。
ダーウィンは1962年の大晦日に生家であるケンブリッジのニューナム・グレインジで死去した。遺体は1963年1月4日にケンブリッジ市内で火葬された。ダーウィンは妻キャサリンとともにケンブリッジの聖ボトルフ教会で追悼された。キャサリンは火葬され、彼女の住んだウィンブルドンで葬儀が行われた。

## 著書
- The New Conceptions of Matter (1931)
- The Next Million Years (1952)